# Okręg wyborczy nr 22 do Sejmu Polskiej Rzeczypospolitej Ludowej (1989–1991)
Okręg wyborczy nr 22 do Sejmu Polskiej Rzeczypospolitej Ludowej (1989–1991) obejmował Gdynię oraz gminy Kosakowo, Rumia i Sopot (województwo gdańskie). W ówczesnym kształcie został utworzony w 1989. Wybieranych było w nim 4 posłów w systemie większościowym.
Siedzibą okręgowej komisji wyborczej była Gdynia.

## Wyniki wyborów

### Mandat nr 88 –Polska Zjednoczona Partia Robotnicza
| Kandydat | I tura | I tura | II tura | II tura |
| Kandydat | Głosów | %      | Głosów  | %       |
| --- | ------ | ------ | ------- | ------- |
| Piotr Kołodziejczyk                                                                                            | 42 337 | 26,30  | 34 081  | 49,52   |
| Jerzy Uziębło                                                                                                  | 30 299 | 18,83  | 21 822  | 31,71   |
| Rajmund Rybiński                                                                                               | 15 188 | 9,44   | —       | —       |
| Liczba głosów ważnych: 160 949 (I tura) • 68 828 (II tura) Źródło: Państwowa Komisja Wyborcza I tura i II tura |        |        |         |         |

### Mandat nr 89 –Polski Związek Katolicko-Społeczny
| Kandydat | I tura | I tura | II tura | II tura |
| Kandydat | Głosów | %      | Głosów  | %       |
| --- | ------ | ------ | ------- | ------- |
| Marian Szatybełko                                                                                              | 26 894 | 17,19  | 42 136  | 59,19   |
| Henryk Góra | 18 405 | 11,77  | —       | —       |
| Andrzej Pruszkowski                                                                                            | 15 337 | 9,81   | —       | —       |
| Albin Kasperski                                                                                                | 14 030 | 8,97   | —       | —       |
| Liczba głosów ważnych: 156 416 (I tura) • 71 192 (II tura) Źródło: Państwowa Komisja Wyborcza I tura i II tura |        |        |         |         |

### Mandat nr 90 – bezpartyjny
| Kandydat                                                          | Głosów  | %     |
| ----------------------------------------------------------------- | ------- | ----- |
| Krzysztof Dowgiałło                                               | 127 150 | 75,49 |
| Barbara Burczyk                                                   | 32 084  | 19,05 |
| Liczba głosów ważnych: 168 431 Źródło: Państwowa Komisja Wyborcza |         |       |

### Mandat nr 91 – bezpartyjny
| Kandydat                                                          | Głosów | %     |
| ----------------------------------------------------------------- | ------ | ----- |
| Czesław Nowak                                                     | 93 872 | 60,08 |
| Małgorzata Niepokulczycka                                         | 27 122 | 17,36 |
| Janusz Leksztoń                                                   | 25 239 | 16,15 |
| Janusz Sokołowski                                                 | 3212   | 2,06  |
| Liczba głosów ważnych: 156 238 Źródło: Państwowa Komisja Wyborcza |        |       |

### Mandat nr 89 –Polski Związek Katolicko-Społeczny
Głosowanie odbyło się z powodu uwzględnienia protestów wyborczych i unieważnienia wyboru posła Mariana Szatybełki.
| Kandydat                                                         | Głosów | %     |
| ---------------------------------------------------------------- | ------ | ----- |
| Marian Szatybełko                                                | 10 257 | 66,75 |
| Andrzej Pruszkowski                                              | 3707   | 24,13 |
| Liczba głosów ważnych: 15 365 Źródło: Państwowa Komisja Wyborcza |        |       |